# ジ＝パラナFC
ジ＝パラナFC (ポルトガル語: Ji-Paraná Futebol Clube) は、ブラジル・ロンドニア州ジ＝パラナを本拠地とするサッカークラブである。
カンピオナート・ロンドニエンセ（ロンドニア州選手権）において、1991年に同大会がプロ化されて以降は最多の9回の優勝記録を持つ。

## 歴史
1991年4月22日に創設された。1991年8月18日、ピメンタ・ブエノで開催されたカンピオナート・ロンドニエンセ（ロンドニア州選手権）の試合にて、最初の公式戦をECオペラリオと行う（1-1の引き分け）。同年9月18日、セレジェイラスで開催されたECコロラドとの試合でクラブ初勝利を収める (3-1)。
同年12月15日、カンピオナート・ロンドニエンセ決勝でフェロヴィアリオを破り、最初のタイトルを獲得した。ジ＝パラナのイタマルが大会得点王だった。
1992年、カンピオナート・ブラジレイロ・セリエCに初参加した。ジ＝パラナは第1ステージにおいてグループ最下位で敗退した。同年にはコパ・ド・ブラジルにも初参加し、第1ステージでグレミオに敗れた。
1995年、再びセリエCに参加し、準々決勝でアトレチコ・ゴイアニエンセに敗れた。1996年はセリエC第3ステージに進み、そこでアマゾナス州のナシオナルに敗れた。1997年はセリエCの第4ステージにおいてジュベントスに敗れた。
1999年、2002年、2004年、2005年にもセリエCに参加し、すべて第1ステージで敗退した。
2000年、コパ・ド・ブラジルの第2ステージに進出した。これはジ＝パラナにとって同大会における最高成績である。この年はバイーアに敗れた。
2007年、カンピオナート・ロンドニエンセで最下位に終わり、2部へと降格した。
2009年のカンピオナート・ロンドニエンセ2部決勝にて、ジ＝パラナはモト・クルーベとの第1試合に勝利したが、選手たちが報酬支払いをめぐってクラブと対立し、第2試合が行えなかった。地元のスポーツ裁判所の判断によりモト・クルーベがこの年の2部チャンピオンとされ、ジ＝パラナは昇格を見送られ、1年間の出場停止処分を受けた。

## スタジアム
ホームの試合は通常5,000人収容のエスタジオ・ムニシパル・ジョゼ・ジ・アブレウ・ビアンコ(通称：ビアンコン) で行われる。

## タイトル
- カンピオナート・ロンドニエンセ：9回
  - 1991, 1992, 1995, 1996, 1997, 1998, 1999, 2001, 2012
- カンピオナート・ロンドニエンセ・セグンダ・ジヴィソン : 1回
  - 2011
- タッサ・ロンドニア・エウカツル・デ・フチボウ：1回
  - 2001